# Samuel S. Lewis
Samuel S. Lewis (* 17. Februar 1874 in York, Pennsylvania; † 15. Januar 1959) war ein US-amerikanischer Politiker. Zwischen 1939 und 1943 war er Vizegouverneur des Bundesstaates Pennsylvania.

## Werdegang
Nach einem Jurastudium und seiner Zulassung als Rechtsanwalt begann Samuel Lewis in diesem Beruf zu arbeiten. Gleichzeitig schlug er als Mitglied der Republikanischen Partei eine politische Laufbahn ein. Im Jahr 1904 war er Ersatzdelegierter zur Republican National Convention. Für einige Zeit war er als Posthalter in seiner Heimat tätig. Zwischen 1921 und 1925 war er als Auditor General of Pennsylvania Staatsrevisor. Anschließend war er von 1925 bis 1929 als State Treasurer Finanzminister seines Staates. Während der zweiten Amtszeit von Gouverneur Gifford Pinchot (1931–1935) fungierte Lewis als Leiter der Behörde für die Schnellstraßen seines Staates (Secretary of Highways). Außerdem leitete er den vom Gouverneur initiierten Ausbau der Infrastruktur für den ländlichen Raum. 
1938 wurde Lewis an der Seite von Arthur Horace James zum Vizegouverneur von Pennsylvania gewählt. Dieses Amt bekleidete er zwischen 1939 und 1943. Dabei war er Stellvertreter des Gouverneurs und Vorsitzender des Staatssenats. Später war er von 1951 bis 1953 unter Gouverneur John Sydney Fine Minister für Forst und Wasser. In den Jahren 1944, 1948 und 1952 nahm er als Delegierter an den jeweiligen Republican National Conventions teil. Er starb am 15. Januar 1959.